# Tone
För andra betydelser, se Tone (olika betydelser).

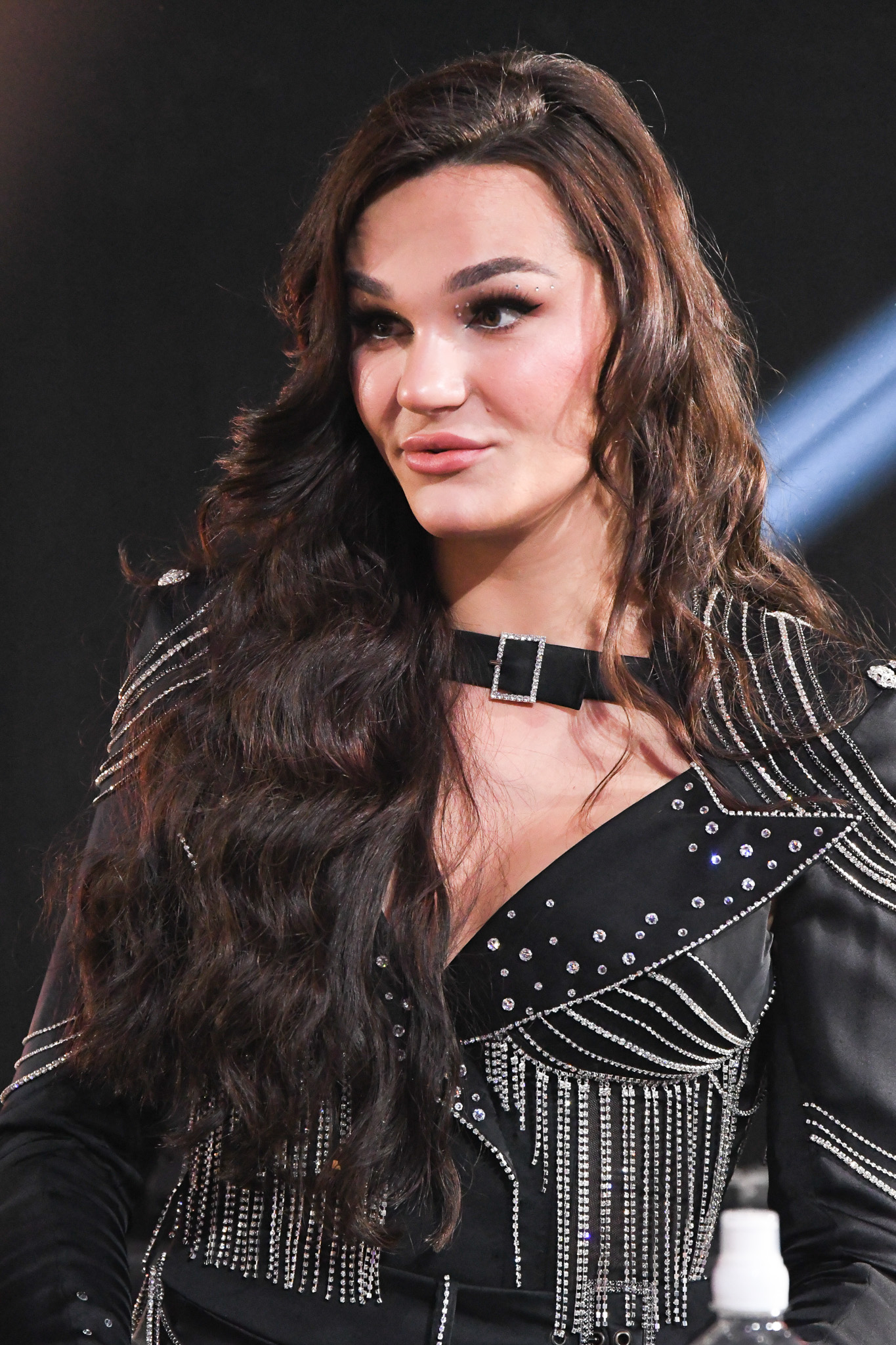
Tone Sekelius, 2023.

Tone är ett kvinnonamn som har sitt ursprung i "Tor" och "ne". Tor är i den nordiska mytologin en mycket stark krigsgud och 'ne' betyder "ny" på norska, det vill säga "en ny Tor". Den mer svenska stavningen Tove är också en variant på Tor och är vanligt förekommande i Danmark. Tone används som namn både i Danmark och Norge, mest förekommande i Norge. På 1960-talet var det mycket vanligt i Norge att man gav flickor namnet Tone. 

## Kända personer med namnet Tone
- Tone Bekkestad, norsk meteorolog
- Tone Norum, svensk sångerska
- Tone Damli, norsk sångerska
- Tone Schunnesson, svensk författare
- Tone Sekelius, svensk sångerska